# (17449) 1990 OD5
(17449) 1990 OD5 là một tiểu hành tinh vành đai chính. Nó được phát hiện bởi Henry E. Holt ở Đài thiên văn Palomar ở Quận San Diego, California, ngày 27 tháng 7 năm 1990.